# Bonagiunta Orbicciani
Bonagiunta Orbicciani est un poète italien née à Lucques (1220-~1296, il certain qu'il soit mort avant 1300 car Dante imagine sa rencontre au purgatoire). Il fut l'un des initiateurs avec son maître, Guittone d'Arezzo (bien que plus jeune que lui), du groupe de poètes nommé Siculo-toscani.

## Biographie
Bonagiunta était fils d'un notaire, Riccomo di Bonagiunta Orbicciani degli Overardi, mort entre 1257 et 1259. D’après certaines sources dont les Latin Vatican 3793 et Latin Vatican 3214, le poète aurait été juge et notaire à Lucques de 1242 à 1257. Il fut un très bon ami de Dante quand celui-ci commença à composer des poèmes à Florence.
On le classe parmi les guittoniens, groupe de poètes qui, avec Guittone d'Arezzo, ont introduit en Toscane la thématique et les modes stylistiques de l'école sicilienne, eux-mêmes imitateurs de la lyrique provençale. L'étude des œuvres de Bonagiunta, menée par Gianfranco Contini en particulier, le montre plus proche de l'école sicilienne que de Guittone.
Le goût du poète de Lucques pour les thèmes moraux dans une partie de sa production, qu'il a en commun avec Guittone, a amené à tort la critique à voir en lui un disciple de ce dernier. 
Dans un sonnet adressé à Guido Guinizzelli (entre 1230 et 1276), initiateur du dolce stil novo, Bonagiunta lui reproche son excès de subtilité et son obscurité philosophique. Guinizzelli avait donné à la poésie galante un ton plus élevé ; mais il était devenu parfois obscur, et avait encouru par là le blâme de ceux qui, comme Bonagiunta, préféraient l'ancienne lyrique courtoise. Dans sa réponse à Bonagiunta « Omo ch'è saggio non corre leggero », Guinizzelli fit preuve d'une fermeté pleine de dignité et de tact.
Bonagiunta mourut avant le mois d'avril 1300, puisque Dante le rencontre au Purgatoire (XXIV 19-20 et 34-63).

## Postérité littéraire et poétique
Dante le jugea défavorablement dans le De vulgari eloquentia 1, 13, en le classant parmi les poètes qui n'ont pas su dépasser le cadre linguistique de leur cité et élaborer un langage poétique élevé. Aussi Dante lui confie-t-il le soin de tirer les conclusions de l'évolution de la poésie italienne : au cours du dialogue imaginaire qui a lieu au chant XIV du Purgatoire, Bonagiunta exprime un respect fraternel à l'égard de Dante et reconnaît la supériorité de la nouvelle école toscane. Giacomo da Lentini, Guittone et lui-même sont restés, dit-il, en decà du dolce stil novo qui reçoit ici ses titres de noblesse. Cette analyse est complétée, au chant XVI, par le colloque entre Dante, Guinizelli et le troubadour Arnaut Daniel.